# Patrick Verschueren (théâtre)
Pour l’article homonyme, voir Patrick Verschueren pour le coureur cycliste.
Patrick Verschueren est un comédien et metteur en scène de théâtre français. Il est notamment cofondateur du théâtre Ephéméride situé sur l'île du roi à Val-de-Reuil et du festival Babel Europe.

## Biographie
Patrick Verschueren a joué ou dirigé notamment :  
- Chute Libre de Yoland Simon (théâtre Essaïon de Paris, mai théâtral à Strasbourg) ;
- Dehors, l’extérieur n’existe pas de François Cervantès et L’Hymne de Philippe Cohen (pièces lauréates du concours de l’acte à Metz) ;
- Après Magritte de Tom Stoppard et les pierres de Calamite de Gabriel Blondé (théâtre du Chaudron) ;
- Mon assassin très cher de Jordan Plevnes (théâtre des 2 Rives) ;
- Compétition de Mora Lenoir (théâtre Paris-Plaine).

À partir de 1993, il se consacre à la réalisation d’un triptyque balkanique avec des auteurs de l’Est. Ainsi verront le jour :
- Tombeau pour Boris Davidovitch de Danilo Kis (grand prix des rencontres Charles Dullin en 1996) ;
- Peine pour  Malvina de Mirko Kovač (festival Est-Ouest) ;
- Le bonheur est une idée neuve en Europe de Jordan Plevnes (théâtre universitaire de Yale, festival d’Ohrid et de Skopje).

En 1997, il porte à la scène les Dialogues d'exilés de Bertolt Brecht (scène nationale d’Évreux). Accueilli en résidence au CDR de Haute-Normandie, il inaugure un diptyque intitulé Après la guerre dont Baal de Brecht est le 1er volet. Le second volet, Europa de Gary-Kalisky, après une session de travail au CDN de Caen, a été créé au Dramski Teatar de Skopje, en Macédoine.
À nouveau accueilli en résidence au CDR de Haute-Normandie en 2003, il y crée Some Explicit Polaroïds de M. Ravenhill et participe aux différents festivals « Corps de textes » organisés par le CDR ou il engage un travail sur des textes de Jean Marie Piemme (Peep show, commerce gourmand, secrets d’alcôves et ciel et simulacre). C’est à la suite de ce travail qu’il lui passe commande d’un texte sur le mythe de Faust : Passion selon Marguerite dont la création a eu lieu en janvier 2004 au Rive Gauche dans le cadre du festival théâtre en région puis au Centre Wallonie-Bruxelles et à la Scène Nationale d’Alençon.
En 2005, il signe pour le théâtre des 2 rives la mise en scène de Cousu de fil noir d’Eric Durnez et joue sous la direction d’Alain Bézu et Patrick Sandford dans La Nuit des rois. En 2006, mise en scène d'un Dom Juan féminin d’après Molière au théâtre du Lierre. En 2007, il adapte Hôtel du Progrès d’après Octave Mirbeau à la maison des arts de Thonon-les-Bains.
En 2008, il inaugure un cycle de récit intitulé « histoires de gens de ce monde » dont le premier volet, trop haut pour le cheval de Kent Stetson (en) a été créé au festival Côté Jardin puis au centre culturel canadien à Paris. En 2009, il dirige la création de La première femme de Nedim Gürsel dans le cadre de la saison de la Turquie en France, met en scène au théâtre de la ville de Skopje une version macédonienne du Dom Juan féminin et commence un chantier sur le livre de Calaferte : La Mécanique des femmes. En 2010, il met en scène Graves épouses et animaux frivoles d'Howard Barker. Ce spectacle, créé au festival Gare au théâtre à Vitry-sur-Seine, sera joué à Berlin en novembre 2010.
Parallèlement, il est responsable artistique de « place à la Poésie », une opération autour de la poésie sur l’ensemble du département de l’Eure et met en place dans son théâtre des résidences d’artistes, des cartes blanches à des écrivains européens et des résidences d’écriture. 
Il enseigne également la pratique du jeu et la mise en scène à l’université d’Arras et organise le festival Babel Europe, mettant à l’honneur les collaborations entre artistes de différents pays d’Europe.